# 大社
大社（たいしゃ、おおやしろ）とは大きな神社、または平安時代初期の延喜式神名帳に大社として列格される492の神社、または「〜大社」と名乗る神社のこと。かつては単に大社（おおやしろ）といえば一般的には出雲大社（島根県出雲市）のことを指した。戦後、旧官幣大社や旧国幣大社など大社格の神社で大社を名乗ったところが多い。以下に例を示す。

## 大社の一覧
| 現神社名           | 旧神社名     | 最終社格 | 所在地                     |
| ------------------ | ------------ | -------- | -------------------------- |
| 出雲大社           | 出雲大社     | 官幣大社 | 島根県出雲市               |
| 熊野大社           | 熊野神社     | 国幣大社 | 島根県松江市               |
| 三嶋大社           | 三嶋神社     | 官幣大社 | 静岡県三島市               |
| 富士山本宮浅間大社 | 浅間神社     | 官幣大社 | 静岡県富士宮市             |
| 諏訪大社           | 諏訪神社     | 官幣大社 | 長野県諏訪市               |
| 気多大社           | 気多神社     | 国幣大社 | 石川県羽咋市               |
| 南宮大社           | 南宮神社     | 国幣大社 | 岐阜県不破郡垂井町         |
| 多度大社           | 多度神社     | 国幣大社 | 三重県桑名市               |
| 多賀大社           | 多賀神社     | 官幣大社 | 滋賀県犬上郡多賀町         |
| 建部大社           | 建部神社     | 官幣大社 | 滋賀県大津市               |
| 日吉大社           | 日吉神社     | 官幣大社 | 滋賀県大津市               |
| 春日大社           | 春日神社     | 官幣大社 | 奈良県奈良市               |
| 龍田大社           | 龍田神社     | 官幣大社 | 奈良県生駒郡三郷町         |
| 廣瀬大社           | 廣瀬神社     | 官幣大社 | 奈良県北葛城郡河合町       |
| 伏見稲荷大社       | 稲荷神社     | 官幣大社 | 京都府京都市伏見区         |
| 松尾大社           | 松尾神社     | 官幣大社 | 京都府京都市西京区         |
| 梅宮大社           | 梅宮神社     | 官幣中社 | 京都府京都市右京区         |
| 住吉大社           | 住吉神社     | 官幣大社 | 大阪府大阪市住吉区         |
| 大鳥大社           | 大鳥神社     | 官幣大社 | 大阪府堺市西区             |
| 熊野本宮大社       | 熊野坐神社   | 官幣大社 | 和歌山県田辺市             |
| 熊野速玉大社       | 熊野速玉神社 | 官幣大社 | 和歌山県新宮市             |
| 熊野那智大社       | 熊野那智神社 | 官幣中社 | 和歌山県東牟婁郡那智勝浦町 |
| 宗像大社           | 宗像神社     | 官幣大社 | 福岡県宗像市               |
| 高良大社           | 高良神社     | 国幣大社 | 福岡県久留米市             |

- 現在表記未定（往馬坐伊古麻都比古神社は旧県社、他は旧官幣大社）
  - 氷川神社（埼玉県さいたま市大宮区）- 授与品袋には「氷川大社」の表記
  - 平野神社（京都府京都市北区）- かつて鳥居の扁額に「平野大社」の表記があった
  - 枚岡神社（大阪府東大阪市）- 枚岡駅前に残された古い社名標に「平岡大社」と刻まれている
  - 往馬坐伊古麻都比古神社（奈良県生駒市）- 一般には「往馬大社」と呼ばれる

## 大社の呼称
出雲大社は、「各地の神社が大社を名乗ることは、ご神徳を汚す」と表明している。その理由について次のように説明している。